# Nicolaas van der Waay

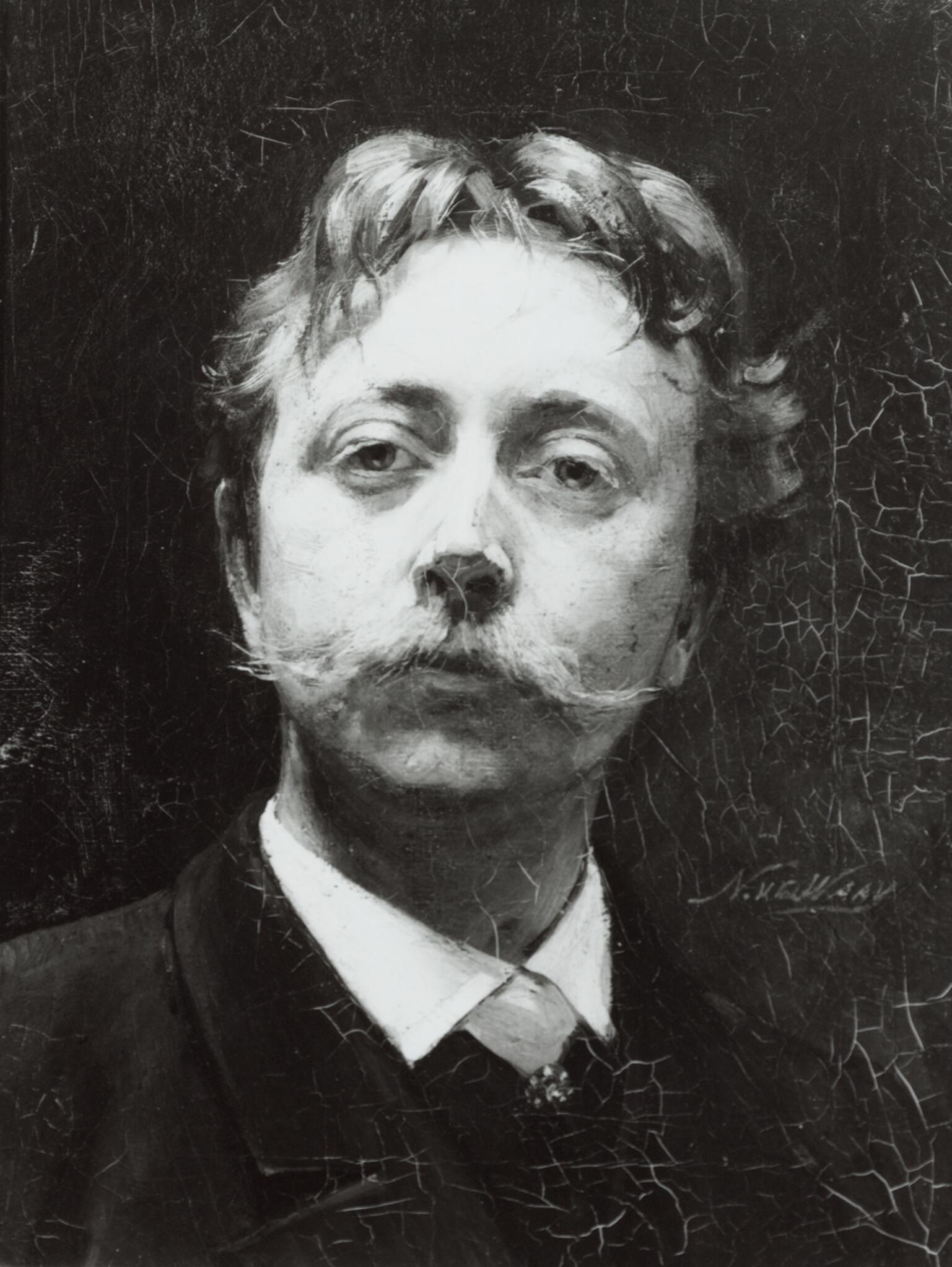
Nicolaas van der Waay

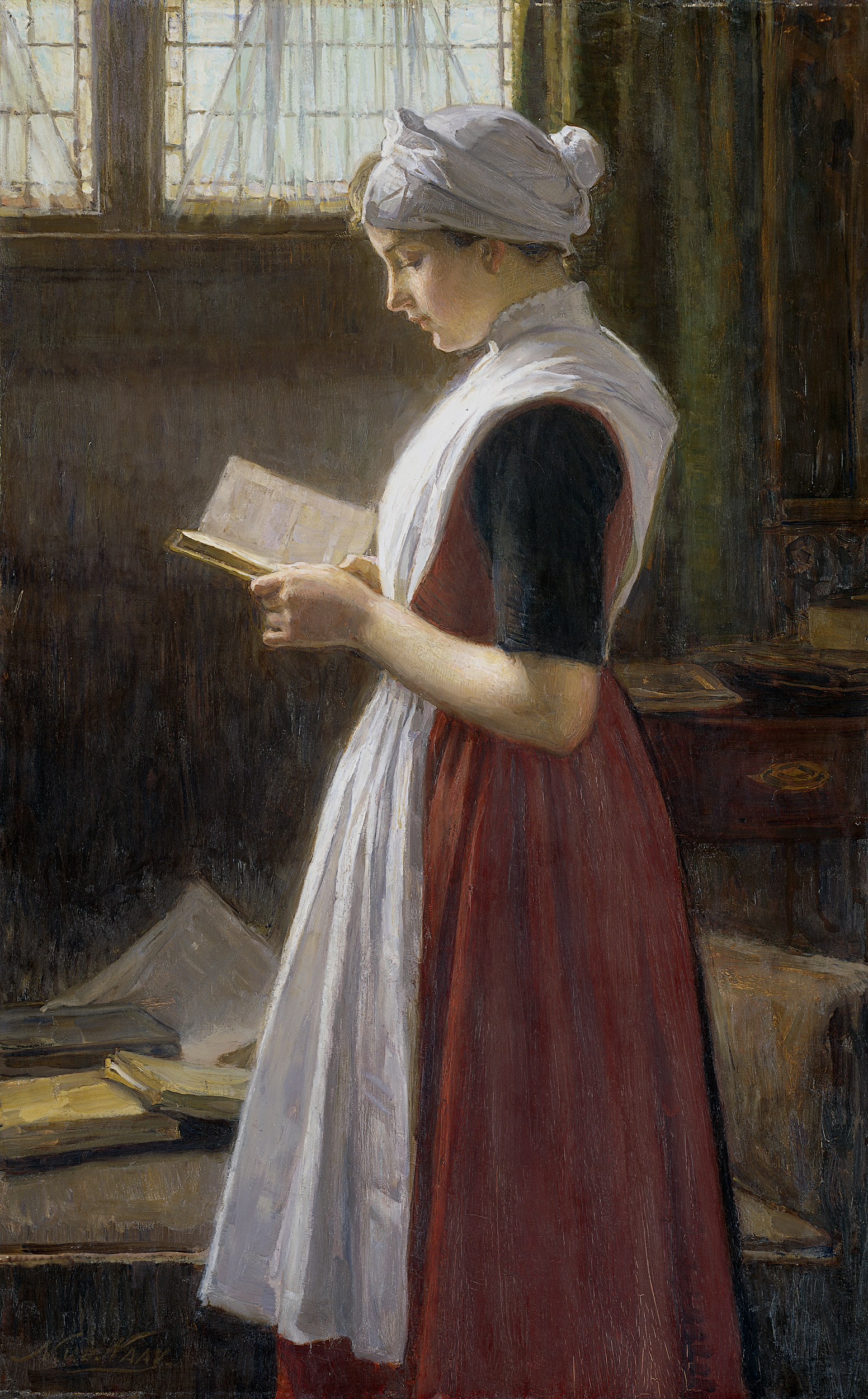
Amsterdams weesmeisje

Nicolaas van der Waay (* 15. Oktober 1855 in Amsterdam; † 18. Dezember 1936 ebenda) war ein niederländischer Aquarellist, Dekorationsmaler und Zeichner.

## Leben und Wirken
Ersten Zeichenunterricht bekam van der Waay bei L. J. H. Koopman, dessen Tochter er später heiratete. Er studierte von 1871 bis 1875 bei August Allebé und Barend Wijnveld an der Rijksakademie van beeldende kunsten in Amsterdam. Um 1876 teilte er sich ein Atelier mit Jan Hillebrand Wijsmuller. Anschließend unternahm er Studienreisen nach Deutschland, England und Frankreich. Im Jahr 1880 erhielt er den erstmals vergebenen Willink van Collenprijs und betrieb gemeinsam mit dem jung verstorbenen Ernst Witkamp ein Studio in Amsterdam. Im Jahr 1884 wurde er mit dem Prix de Rome ausgezeichnet, was ihm einen Studienaufenthalt in Italien ermöglichte, der vom 3. April 1884 bis zum 26. Oktober 1884 dauerte. Er besuchte Rom, Florenz und Venedig und kehrte er nach Amsterdam zurück.
1891 wurde er als Nachfolger des Professor Barend Wijnveld Professor an der Amsterdamer Akademie. Er galt als kluger Pädagoge und bekleidete diese Stellung bis zu seiner Emeritierung im Jahr 1927. Neben seiner technisch gekonnten Zeichnungen war er auch für sein Aquarell von der Amsterdamer Konzertbühne während einer Probe sowie als Radierer.
Van der Waay bemalte auch die goldene Karosse des Niederländischen Königshauses mit allegorischen Darstellungen und zeichnete das Porträt der jungen Königin Wilhelmina für Briefmarken und Münzen. Des Weiteren zählen zu seinen Themen die Genremalerei, Landschaften, Porträts, Geschichtsabbildungen, speziell zur Stadtgeschichte.
Im Jahr 1897 wurde van der Waay auf der internationalen Kunstausstellung in Dresden von der Jury mit einer großen goldene Medaille (Plakette) ausgezeichnet.

## Schüler
Zu seinen Schülern zählen unter anderen:
- Lizzy Ansingh, Tjeerd Bottema, Johannes Elzinge (1915–1918), Henri Goovaerts, Harry Koolen (1922–1926), Paul Rink, Jan Sluijters (während eines Kursusjahres, vom Oktober 1910 bis zum Juli 1902).

## Werke
- Nach Tizian [oder Giorgione], Der Klavierspieler aus dem «Konzert», Leinwand 60 × 50 cm, um 1887, Amsterdam Instituut Collectie Nederland, Amsterdam, Inv. Nr. R 774. (RKD 21011).
- Nach Tizian, Kardinal Hippolito de’ Medici, Leinwand 80 × 62 cm, um 1887, Amsterdam, Instituut Collectie Nederland, Inv. Nr. R 780. (RKD 21013).
- Nach Michelangelo, Detail aus dem Jüngste Gericht, Leinwand 80 × 62 cm, um 1887, Amsterdam, Instituut Collectie Nederland, Inv. Nr. R 784. (RKD 22820).
- Nach Palma Vecchio, Die H. Barbara, Leinwand 125 × 50, 1884, Amsterdam, Instituut Collectie Nederland, Inv. Nr. R 787. (RKD 22824).